# Оман на Универсиадах
Оман принимает участие в Универсиадах начиная с летней Универсиады 1991 года в Шеффилде. На зимних Универсиадах спортивная делегация Омана не участвовала ни разу.
На настоящее время (после летней Универсиады 2021 и зимней Универсиады 2023) спортсмены Омана на всех Универсиадах медалей не завоевали.